# Mariee Sioux
Pour les articles homonymes, voir Sioux (homonymie).
Mariee Sioux (née le 4 février 1985,  élevée à Nevada City, Californie) est une chanteuse-guitariste américaine.
Elle est influencée par Nick Drake ou Joni Mitchell et aussi par la musique traditionnelle du peuple Sioux.
Elle a enregistré son premier album, Faces In The Rocks, en mars 2007 à Nevada City, avec le gratin de la scène native américaine, dont la flûtiste Gentle Thunder et son père le mandoliniste Gary Sobonya.

## Albums de studio
- Faces in the Rocks (Grass Roots Records, 2007)
- Two Tongues At One Time/Buried In Teeth 7" (Grass Roots Records, 2007)
- Gift for the end (Almost Musique, 2012)
- Grief in Exile (Night Bloom Records, 2019)

## Albums auto-produits
- Pray Me A Shadow (2004)
- A Bundled Bundle of Bundles (2006)